# Les Borges del Camp
Les Borges del Camp est une commune de la province de Tarragone, en Catalogne (Espagne), de la comarque de Baix Camp.